# The Maniacal Vale
The Maniacal Vale (englisch Das Tal des Wahnsinns) ist das fünfte Studioalbum der britischen Band Esoteric. Es gilt als eines der erfolgreichsten Alben der Band und wird zu den bedeutendsten Veröffentlichungen des Funeral Doom gezählt.

## Entstehungsgeschichte
In der Bandgeschichte hatte Esoteric, trotz häufiger Besetzungswechsel, anhaltend einen stabilen Kern von Musikern, die wöchentlich probten. Aus der Urbesetzung von Esoteric blieben zu den Aufnahmen und zum Schreibprozess von The Maniacal Vale die beiden Gitarristen Greg Chandler und Gordon Bicknell erhalten. Chandler und Bicknell schrieben dabei den überwiegenden Teil des Albums. Je eines der Stücke geht auf Bassist Mark Bodossian und Keyboarder Olivier Goyet zurück. Dem Schlagzeuger Joe Fletcher wurde kein eigenes Songwriting zugeordnet. Bicknell und Chandler schrieben auch große Teile der Keyboard-Passagen, die von Goyet für sein Instrument überarbeitet wurden. Chandler beschreibt die Arbeitsweise als abwechslungsreich ohne vorgegebene Struktur. Der Prozess, die Instrumentierung, die Ideen und die Umsetzung variieren ohne klare Vorgabe.

„There are no hard and fast rules to anything we do.“

„Für alles, was wir tun, gibt es keine festen Regeln.“

Die Aufnahmen fanden in den Priory Recording Studios statt. Das Studio befindet sich im Besitz Chandlers und dient der Band hinzukommend als Proberaum. So konnten die Musiker bis zu 18 Stunden am Stück im Studio verbringen. Entsprechend seiner Tätigkeit als Tontechniker und Musikproduzent leitete Chandler die gemeinsame Produktion des Albums. Auch Abmischung und Mastering wurden von Chandler selbst übernommen. Zum Abschluss des Albums geriet die Band unter Zeitdruck durch einen selbst gewählten Abgabetermin. Chandler befasste sich daher ununterbrochen 30 Stunden am Stück mit der Abmischung und dem Mastering des Albums.
Die künstlerische Aufbereitung wurde indes von Kati Astraeir übernommen. Die Band suchte aktiv nach einem zur Konzeption der Band und des Albums passenden Künstler. Durch eine gute Freundin wurde Esoteric auf Astraeir aufmerksam und die Bandmitglieder waren sicher, dass sie etwas schaffen könne, das zu Musik und Texten passen würde. Astraeir erhielt Arbeitsdemos der Musik und der Texte als Inspiration. Chandler lobte ihre Arbeit und fügte hinzu, dass Astraeir die „Erwartungen übertroffen“ habe. Das Layout und das Grafikdesign wurden von Mauro Berchi von Eibon Records und Ras Algethi übernommen.

## Albuminformationen
Das 2008 erstmals veröffentlichte Album enthält sieben separate Stücke, die auf zwei CDs eine Gesamtspielzeit von 1:41:49 Stunden haben. The Maniacal Vale war das erste Doppelalbum der Band seit über einem Jahrzehnt und als Rückkehr zum Konzept der ersten Jahre beurteilt. The Maniacal Vale wurde am 26. Juni 2008 durch Season of Mist als Doppel-CD veröffentlicht. Eine Veröffentlichung als Vinyl-Version erschien im Jahr 2014 über Aesthetic Death Records. Ein Vertrieb als Musikdownload wurde indes über Bandcamp von der Band angeboten.

### Inhalt
Ausgehend vom Stück Circle beschrieb Chandler die Musik als Auseinandersetzung mit den zirkulären Eigenschaften einer bipolaren Störung. Die in Circle vorherrschende Emotion ist dabei jene der Melancholie. Es sei die Gefühlslage aus welcher Musik und der Text geschrieben wurden. Dabei sei The Maniacal Vale kein Konzeptalbum, sondern als eine lose Sammlung der Stücke die auf eine düstere und psychedelische Stimmung hin ausgelegt seien, ein Dokument der Entstehungsphase.

### Stil
The Maniacal Vale entspricht stilistisch dem für Esoteric typischen psychedelischen Funeral Doom, variiert diesen jedoch mit einer stärkeren Gewichtung auf Atmosphäre und Melodie. Die bereits zuvor für Esoteric gängigen Instrumente Keyboard und Synthesizer wurden zu den Aufnahmen intensiv eingesetzt. Durch den hinzugestoßenen Keyboarder Olivier Goyet wurde die Bedeutung des Instruments für den Klang des Albums besonders relevant. Das Keyboardspiel wird als nahezu allgegenwärtige Hintergrundschicht beschrieben. Zugleich zeige sich eine stärkere Fokussierung auf Melodien. So sei das Songwriting abgepasster und verhältnismäßig zugänglicher. Die Produktion wird als äußerst modernen, sauber und ausgefeilt beurteilt.
Das Songwriting erscheint im Verhältnis zu dem vorausgegangenen Album Subconscious Dissolution into the Continuum klarer strukturiert. Übergänge zwischen verschiedenen Abschnitten und Stücken sind wahrnehmbar und erscheinen gelegentlich abrupt. Im Gegensatz zu dem Vorgängerwerk sind schnelle, am Death Metal orientierte, Passagen der frühen Veröffentlichungen Teil der Musik bis hin zu dem Stück Caucus of Mind, das gänzlich dem Death Metal zugerechnet werden könne. Soundeffekte und die atmosphärische Ausarbeitung verweist gelegentlich auf das Album The Pernicious Enigma. „Insbesondere das zutiefst hypnotische Silence und die saubere Delay-Gitarre […] in Circle“. The Order of Destiny, sei gar „recht dynamisch“ für das Genre und agiere mit einem „langen, wahnsinnigen Wah-Wah-Solo“ um alsdann „in finstere, klaustrophobische Atmosphären und Funeral-Doom-Riffing“ überzugehen.

„Elegiac lead guitar melodies, accessible riffs and an overall friendly sound composition […] clash with darker, more discordant, towering passages later in the songs, but without the sense of self-destruction, without the uncompromising onslaught of negative energy[.]“

„Elegische Leadgitarrenmelodien, eingängige Riffs und eine insgesamt freundliche Klangkomposition […] prallen auf dunklere, disharmonische, hoch aufragende Passagen, aber ohne das Gefühl der Selbstzerstörung, ohne den kompromisslosen Ansturm negativer Energie[.]“

## Wahrnehmung
Die Band hebt das Album in der eigenen Biografie als das „ambitionierteste und erfolgreichste Album“ ihrer Karriere hervor. Der Band sei mit dieser Veröffentlichung erstmals gelungen, die eigene Idee umfassend zu verwirklichen. Im Jahr 2014 zählte die Redaktion des Magazins Deaf Forever das Album in der Liste Die 50 besten Doom-Alben aller Zeiten auf dem 48. Platz. Das Album bringe „Funeral Doom auf den Punkt“ und sei „ein Meisterwerk, so traurig schön wie ein nebeliger Herbstmorgen.“ Ebenfalls retrospektiv schrieb Dominik Sonders für Doom-Metal.com hingegen, dass das Album einen Wendepunkt der Gruppe markiere und von hoher Qualität sei, allerdings das nachkommende Paragon of Dissonance ein besseres Album gleicher Ausrichtung darstelle.
Andere Rezensenten lobten The Maniacal Vale als „das absolute Highlight des Jahres“, „ein absolutes Muss, für jeden, der sich in der Trostlosigkeit des Dooms zu Hause fühlt“ und „ein modernes Meisterwerk innerhalb des Genres“.
In weitere Rezensionen wurde darauf verwiesen, dass Esoteric mit The Maniacal Vale ein Album sei, das Interessierten am Genre einen gelungenen Einstieg ermögliche und zugleich zu den besten Veröffentlichungen des Funeral Doom zu rechnen sei.

„Wenn auch für ‚normale‘ Metalfans absolut unhörbar, ist ‚The Maniacal Vale‘ für mich und alle, die sich trauen, in diesen musikalischen Abgrund zu blicken, das mit Abstand dunkelste Werk des Jahres.“